# Уиндасс, Джош
Джо́шуа Дин Уи́ндасс (англ. Joshua Dean Windass; 9 января 1994, Кингстон-апон-Халл, Англия) — английский футболист, атакующий полузащитник и нападающий валлийского клуба «Рексем».

## Клубная карьера
Начал заниматься футболом в академии «Хаддерсфилд Таун» в 2002 году. Был выпущен в апреле 2012 года. Первым клубом в карьере Джоша стала команда нон-лиги «Харрогейт Рейлвей Атлетик», состав которой он пополнил в декабре 2012 года, совмещая футбол с работой строителем. В июле 2013 года, в возрасте 19 лет подписал свой первый профессиональный контракт с клубом Лиги 2 «Аккрингтон Стэнли». В июле 2016 года, вместе с одноклубником Мэттом Круксом перешёл в шотландский клуб «Рейнджерс» из Глазго. Спустя два с половиной года, в августе 2018, подписал соглашение с «Уиганом». 
В конце января 2020 года был отправлен в аренду до конца сезона в «Шеффилд Уэнсдей», после которой перешёл в клуб на постоянной основе. Проведя пять лет в стане «сов», в июле 2025 года на правах свободного агента пополнил состав «Рексема».
9 августа 2025 дебютировал за команду, выйдя в стартовом составе в первом матче команды в Чемпионшипе против «Саупгемптона». На 22-й минуте открыл счёт с пенальти. Этот мяч стал первым для «Рексема» в Чемпионшипе.

## Личная жизнь
Отец — Дин Уиндасс — бывший профессиональный футболист, выступавший за «Халл Сити», «Абердин», «Брэдфорд Сити» и другие клубы.